# Гурциев, Пипо
Пипо Гурциев (XIX век, Владикавказ — 1892 год, Владикавказ) — осетинский народный герой, проживавший во Владикавказе и построивший в Осетинской слободке святилище Хуыцауы дзуар.

## История
В 1892 году во Владикавказе в Осетинской слободке вспыхнула эпидемия холеры. За несколько месяцев от болезни погибло несколько тысяч человек. Один из жителей Осетинской слободки по имени Пипо Гурциев ходил по домам, утешая семьи умерших. Он ухаживал за больными и молился за умерших. Однажды Пипо Гурциеву явился во сне Уастырджи и сообщил ему, что если Пипо Гурциев принесёт себя в жертву, то люди будут спасены. Уастырджи повелел Пипо Гурциеву найти белого быка и пойти за ним. На месте, где белый бык ляжет, Пипо Гурциев должен построить святилище Великому Богу. Пипо Гурциев исполнил условия Уастырджи и сразу же, как было построено святилище, он на следующий день умер.
Святилище, построенное Пипо Гурциевым, сохранилось до 90-х годов XX столетия. Первоначально в народе оно называлось как Пипойы дзуар, позднее оно стало именоваться в честь Хуыцауы дзуара. К 90-м годам XX столетия святилище значительно обветшало и жители Осетинской слободки построили новое святилище Хуыцауы дзуару. Возле этого святилища ежегодно в последнее воскресенье августа отмечается праздник покровителя Осетинской слободки.

## Память
- В конце 90-х годов XX столетия Всеостинский народный совет «Стыр Ныхас» неоднократно обращался к властям Владикавказа увековечить память Пипо Гурциева. 18 апреля 2000 года улица Сквозная была переименована в улицу Пипо Гурциева.
- Летом 2022 года во Владикавказе в сквере на улице Кутузова был установлен памятник Пипо Гурциеву[1][2].

## Источник
- Кадыков А. Н., Улицы, переулки, площади и проспекты г. Владикавказа: справочник, изд. Респект, Владикавказ, 2010, стр. 292—293 — 15, ISBN 978-5-905066-01-6
- Гононоблев Е. Н., Путеводитель по Владикавказу, Владикавказ, изд. Респект, 2011, стр. 52